# Diana Rast
Diana Rast (28 d'agost de 1970) va ser una ciclista suïssa. Del seu palmarès destaca el campionat nacional en ruta del 2000. Va participar en els Jocs Olímpics d'Atlanta de 1996 quedant 15a a la prova en ruta i a la de contrarellotge.

## Palmarès
- 1996
  - 1a al Gran Premi della Liberazione
  - Vencedora d'una etapa al Giro de Toscana-Memorial Michela Fanini
- 1997
  - 1a al Tour de Berna
- 1998
  - 1a al Tour de l'Alta Viena i vencedora d'una etapa
- 2000
  -  Campiona de Suïssa en ruta